# Кенія на літніх Олімпійських іграх 2012
Кенія на літніх Олімпійських іграх 2012 року в Лондоні була представлена 47 спортсменами (27 чоловіками та 20 жінками) у 4 видах спорту: легка атлетика, бокс, плавання та важка атлетика. Прапороносцем на церемонії відкриття Олімпійських ігор був плавець Джейсон Данфорд, а на церемонії закриття бігун Давід Рудіша.
Країна втринадцяте брала участь у літніх Олімпійських іграх. Кенійські олімпійці здобули 11 медалей — дві золоті, чотири срібних та п'ять бронзових. У неофіційному заліку Кенія зайняла 27 загальнокомандне місце.

## Медалісти
| Медаль | Спортсмен              | Вид спорту     | Дисципліна                     | Дата      |
| ------ | ---------------------- | -------------- | ------------------------------ | --------- |
| Золото | Єзекіїль Кембой        | Легка атлетика | Чоловіки, 3000 м з перешкодами | 5 серпня  |
| Золото | Давід Рудіша           | Легка атлетика | Чоловіки, 800 м                | 9 серпня  |
| Срібло | Саллі Кіп'єго          | Легка атлетика | Жінки, 10000 м                 | 3 серпня  |
| Срібло | Пріска Джепту          | Легка атлетика | Жінки, марафон                 | 5 серпня  |
| Срібло | Вів'єн Черуйот         | Легка атлетика | жінки, 5000 м                  | 10 серпня |
| Срібло | Абель Кіруї            | Легка атлетика | чоловіки, марафон              | 12 серпня |
| Бронза | Вів'єн Черуйот         | Легка атлетика | Жінки, 10000 м                 | 3 серпня  |
| Бронза | Абель Мутаї            | Легка атлетика | Чоловіки, 3000 м з перешкодами | 5 серпня  |
| Бронза | Тімоті Кітум           | Легка атлетика | Чоловіки, 800 м                | 9 серпня  |
| Бронза | Томас Пкемей Лонгосіва | Легка атлетика | Чоловіки, 5000 м               | 11 серпня |
| Бронза | Вілсон Кіпсанг         | Легка атлетика | Чоловіки, марафон              | 12 серпня |

## Бокс
| Спортсмен        | Категорія          | 1/32                          | 1/16               | Чвертьфінал        | Півфінал           | Фінал              | Фінал      |
| Спортсмен        | Категорія          | Суперник Результат            | Суперник Результат | Суперник Результат | Суперник Результат | Суперник Результат | Місце      |
| ---------------- | ------------------ | ----------------------------- | ------------------ | ------------------ | ------------------ | ------------------ | ---------- |
| Бенсон Гічару    | до 52 кг, чоловіки | Гешам Абделаал (EGY) L 16–19  | не пройшов         | не пройшов         | не пройшов         | не пройшов         | не пройшов |
| Елізабет Андієго | до 75 кг, жінки    | Марина Вольнова (KAZ) L 11–20 | не пройшла         | не пройшла         | не пройшла         | не пройшла         |            |

## Важка атлетика
| Спортсмен    | Категорія       | Ривок     | Ривок | Поштовх   | Поштовх | Разом | Місце |
| Спортсмен    | Категорія       | Результат | Місце | Результат | Місце   | Разом | Місце |
| ------------ | --------------- | --------- | ----- | --------- | ------- | ----- | ----- |
| Мерсі Обіеро | до 69 кг, жінки | 76        | 14    | 105       | 13      | 181   | 13    |

## Легка атлетика
Трекові та шосейні дисципліни
| Спортсмен                                                  | Дисципліна                     | Гіт              | Гіт              | Півфінал   | Півфінал   | Фінал         | Фінал         |
| Спортсмен                                                  | Дисципліна                     | Результат        | Місце            | Результат  | Місце      | Результат     | Місце         |
| ---------------------------------------------------------- | ------------------------------ | ---------------- | ---------------- | ---------- | ---------- | ------------- | ------------- |
| Ентоні Чемут                                               | 800 м, чоловіки                | 1:47.42          | 2 Q              | 1:45.63    | 4          | не пройшов    | не пройшов    |
| Тімоті Кітум                                               | 800 м, чоловіки                | 1:45.72          | 2 Q              | 1:44.63    | 2 Q        | 1:42.53       | 3             |
| Давід Рудіша                                               | 800 м, чоловіки                | 1:45.90          | 1 Q              | 1:44.35    | 1 Q        | 1:40.91 WR    | 1             |
| Ніксон Чепсеба                                             | 1500 м, чоловіки               | 3:42.29          | 9 Q              | 3:34.89    | 4 Q        | 3:39.04       | 11            |
| Сілас Кіплагат                                             | 1500 м, чоловіки               | 3:39.79          | 4 Q              | 3:34.60    | 2 Q        | 3:36.19       | 7             |
| Асбел Кіпроп                                               | 1500 м, чоловіки               | 3:36.59          | 3 Q              | 3:42.92    | 2 Q        | 3:39.04       | 12            |
| Ісая Коеч                                                  | 5000 м, чоловіки               | 13:25.64         | 2 Q              | Н/Д        | Н/Д        | 13:43.83      | 5             |
| Томас Лонгосіва                                            | 5000 м, чоловіки               | 13:15.41         | 3 Q              | Н/Д        | Н/Д        | 13:42.36      | 3             |
| Едвін Сой                                                  | 5000 м, чоловіки               | 13:27.06         | 6                | Н/Д        | Н/Д        | не пройшов    | не пройшов    |
| Бедан Карокі                                               | 10000 м, чоловіки              | Н/Д              | Н/Д              | Н/Д        | Н/Д        | 27:32.94      | 5             |
| Вілсон Кіпроп                                              | 10000 м, чоловіки              | Н/Д              | Н/Д              | Н/Д        | Н/Д        | не фінішував  | не фінішував  |
| Мозес Масаї                                                | 10000 м, чоловіки              | Н/Д              | Н/Д              | Н/Д        | Н/Д        | 27:41.34      | 12            |
| Вінсент Косгеї                                             | 400 м з бар'єрами, чоловіки    | 50.80            | 7                | не пройшов | не пройшов | не пройшов    | не пройшов    |
| Боніфас Тумуті                                             | 400 м з бар'єрами, чоловіки    | 50.33            | 6                | не пройшов | не пройшов | не пройшов    | не пройшов    |
| Єзекіїль Кембой                                            | 3000 м з перешкодами, чоловіки | 8:20.97          | 2 Q              | Н/Д        | Н/Д        | 8:18.56       | 1             |
| Брімін Кіпруто                                             | 3000 м з перешкодами, чоловіки | 8:28.62          | 1 Q              | Н/Д        | Н/Д        | 8:23.03       | 5             |
| Абель Мутаї                                                | 3000 м з перешкодами, чоловіки | 8:17.70          | 3 Q              | Н/Д        | Н/Д        | 8:19.73       | 3             |
| Вілсон Кіпсанг Кіпротіч                                    | марафон, чоловіки              | Н/Д              | Н/Д              | Н/Д        | Н/Д        | 2:09:37       | 3             |
| Абель Кіруї                                                | марафон, чоловіки              | Н/Д              | Н/Д              | Н/Д        | Н/Д        | 2:08:27       | 2             |
| Еммануєль Мутаї                                            | марафон, чоловіки              | Н/Д              | Н/Д              | Н/Д        | Н/Д        | 2:14:49       | 17            |
| Альфас Кішоїан Боніфас Тумуті Вінсент Мумо Боніфас Мвереса | 4×400 м, чоловіки              | дискваліфіковані | дискваліфіковані | Н/Д        | Н/Д        | не пройшли    | не пройшли    |
| Джой Сакарі                                                | 400 м, жінки                   | 51.85            | 3 Q              | 52.95      | 8          | не пройшла    | не пройшла    |
| Памела Джелімо                                             | 800 м, жінки                   | 2:00.54          | 1 Q              | 1:59.42    | 1 Q        | 1:57.59       | 3             |
| Джанет Джепкосґей                                          | 800 м, жінки                   | 2:01.04          | 1 Q              | 1:58.26    | 3 q        | 2:00.19       | 8             |
| Чероно Коеч                                                | 800 м, жінки                   | 2:08.43          | 3 Q              | 2:00.53    | 5          | не пройшла    | не пройшла    |
| Фейт Кіп'єгон                                              | 1500 м, жінки                  | 4:08.78          | 9                | не пройшла | не пройшла | не пройшла    | не пройшла    |
| Геллен Обірі                                               | 1500 м, жінки                  | 4:05.40          | 4 Q              | 4:02.30    | 5 Q        | 4:16.57       | 12            |
| Юніс Сум                                                   | 1500 м, жінки                  | 4:16.95          | 10               | не пройшла | не пройшла | не пройшла    | не пройшла    |
| Вів'єн Черуйот                                             | 5000 м, жінки                  | 15:01.54         | 2 Q              | Н/Д        | Н/Д        | 15:04.73      | 2             |
| Віола Кібівот                                              | 5000 м, жінки                  | 14:59.31         | 3 Q              | Н/Д        | Н/Д        | 15:11.59      | 6             |
| Саллі Кіп'єго                                              | 5000 м, жінки                  | 15:01.87         | 3 Q              | Н/Д        | Н/Д        | 15:05.79      | 4             |
| Джойс Чепкіруї                                             | 10000 м, жінки                 | Н/Д              | Н/Д              | Н/Д        | Н/Д        | не фінішувала | не фінішувала |
| Вів'єн Черуйот                                             | 10000 м, жінки                 | Н/Д              | Н/Д              | Н/Д        | Н/Д        | 30:30.44      | 3             |
| Саллі Кіп'єго                                              | 10000 м, жінки                 | Н/Д              | Н/Д              | Н/Д        | Н/Д        | 30:26.37      | 2             |
| Морін Маійо                                                | 400 м з бар'єрами, жінки       | 1:02.16          | 7                | не пройшла | не пройшла | не пройшла    | не пройшла    |
| Мілка Чемос                                                | 3000 м з перешкодами, жінки    | 9:27.09          | 3 Q              | Н/Д        | Н/Д        | 9:09.88       | 4             |
| Мерсі Ньороге                                              | 3000 м з перешкодами, жінки    | 9:25.99          | 3 Q              | Н/Д        | Н/Д        | 9:26.73       | 10            |
| Лідія Ротіч                                                | 3000 м з перешкодами, жінки    | 9:42.03          | 8                | Н/Д        | Н/Д        | не пройшла    | не пройшла    |
| Пріска Джепту                                              | марафон, жінки                 | Н/Д              | Н/Д              | Н/Д        | Н/Д        | 2:23:12       | 2             |
| Мері Джепкосгей Кейтані                                    | марафон, жінки                 | Н/Д              | Н/Д              | Н/Д        | Н/Д        | 2:23.56       | 4             |
| Една Кіплагат                                              | марафон, жінки                 | Н/Д              | Н/Д              | Н/Д        | Н/Д        | 2:27:52       | 20            |

Польові дисципліни
| Спортсмен   | Дисципліна              | Кваліфікація | Кваліфікація | Фінал     | Фінал |
| Спортсмен   | Дисципліна              | Результат    | Місце        | Результат | Місце |
| ----------- | ----------------------- | ------------ | ------------ | --------- | ----- |
| Джуліус Єго | метання списа, чоловіки | 81.81        | 9 q          | 77.15     | 12    |

## Плавання
| Спортсмен       | Дисципліна                     | Гіт   | Гіт   | Півфінал   | Півфінал   | Фінал      | Фінал      |
| Спортсмен       | Дисципліна                     | Час   | Місце | Час        | Місце      | Час        | Місце      |
| --------------- | ------------------------------ | ----- | ----- | ---------- | ---------- | ---------- | ---------- |
| Девід Данфорд   | 50 м вільним стилем, чоловіки  | 22.72 | 27    | не пройшов | не пройшов | не пройшов | не пройшов |
| Девід Данфорд   | 100 м вільним стилем, чоловіки | 49.60 | 26    | не пройшов | не пройшов | не пройшов | не пройшов |
| Джейсон Данфорд | 100 м батерфляєм, чоловіки     | 52.23 | 15 Q  | 52.16      | 12         | не пройшов | не пройшов |